# Villa curvirostra
Villa curvirostra är en tvåvingeart som först beskrevs av Thomson 1869.  Villa curvirostra ingår i släktet Villa och familjen svävflugor. Inga underarter finns listade i Catalogue of Life.